# L'imputata
L'imputata è un romanzo della scrittrice italiana Laudomia Bonanni, pubblicato per la prima volta nel 1960 dalla casa editrice Bompiani. Il romanzo ha raggiunto un successo internazionale quando venne tradotto in spagnolo nel 1962 con il titolo Proceso a una mujer e in francese con il titolo L'inculpée, nel 1968.
L'opera venne selezionata nella cinquina del Premio Strega 1960 e vinse nello stesso anno il XXXI Premio Viareggio.
Una nuova edizione del romanzo si è avuta nel 2007, a cura della casa editrice Textus, con prefazione di Liliana Biondi.

## Trama
Il 15 settembre di un anno non precisato del primo dopoguerra, un cadaverino di neonato viene rinvenuto avvolto in un giornale dentro un cassonetto della spazzatura, non svuotato da almeno quattro giorni. Lo scoprono alcuni ragazzini, abituati a rasparvi dentro, come i gatti.
L'ambientazione del romanzo è di tipo  popolare, un'ambientazione dove, nonostante l'apparente normalità, già si annunciano sofferenze e miseria, nonché il clima aspro di turbamenti infantili in cui sono costretti a crescere i bambini. La guerra infatti è finita da poco, ancora restano le gravi ferite dei bombardamenti.

## Edizioni
- Laudomia Bonanni, L'imputata, Bompiani, Milano 1960
- Laudomia Bonanni, L'imputata, a cura di Liliana Biondi, Textus, L'Aquila 2007